# Кеукы Лим
Кеукы Лим (март 1937, Кампонг-Клеанг, провинция Сиемреап, Французский Индокитай) — камбоджийский государственный деятель, министр иностранных дел Кхмерской Республики (1973—1975).

## Биография
Кеукы Лим родился 7 марта 1937 года в провинции Сиемреап. Его отец Keuk Ky Lieth жил в провинции Кампонг и был занят в рыбной промышленности, мать Неанг Тан Пунг уроженка провинции Сиепреап была домохозяйкой, воспитывала семерых детей, в том числе трех девочек. Кеукы Лим получил образование заграницей. В 1961 году окончил Техасский Университет. Затем он продолжил докторскую работу по фармакодинамике в парижском Университета Декарта. В 1979 году получил докторскую степень по эндокринологии в университете Пьера и Марии Кюри.
Состоял на государственной службе в правительстве Камбоджи в период с 1966 по 1979 год, занимал должности министра информации (1970—1971) и министра иностранных дел (1973—1975) Камбоджи (Кхмерской Республики). После прихода к власти Красных Кхмеров в 1975 году эмигрировал сначала в Таиланд, а затем во Францию. Последующие годы провел в Европе, работал в сфере контроля качества в фармацевтической прродукции, работал консультантом во Всемирной организации здравоохранения.